# شعب المريسي (النادرة)

تعديل مصدري - تعديل

شعب المريسي هي إحدى قرى عزلة شعب المريسي بمديرية النادرة التابعة لمحافظة إب، بلغ تعداد سكانها 1262 نسمة حسب تعداد اليمن لعام 2004.